# ليوبولد الرابع دوق النمسا
ليوبولد الرابع (1371 - 3 يونيو 1411)؛ كان دوق النمسا الخارجية وذلك بكونه فرداً من آل هابسبورغ العريقة من فرع الليولديني، والمعروف بـ البدين.

## السيرة الذاتية
يعتبر ليوبولد الابن الثاني لـ ليوبولد العادل دوق النمسا وفيريدس ابنة الطاغية بيرنابو فيسكونتي لورد ميلانو، شارك ليوبولد الحكم مع شقيقه الأكبر فيلهلم المجامل بعد وفاة والدهما في 1386 بعد معركة أمام السويسريون، بحيث أصبح المسؤول بشكل خاص عن الأراضي العائلة في شوابيا وما حولها، وكذلك واجه المعارضة السويسرية حول إدارته لتلك المناطق.
ومع ذلك مع 1391 فصاعداً أصبح الحاكم الفعلي لتلك المناطق (النمسا الخارجية)، ومنذ 1396 أصبح كذلك كونت تيرول، مع دخول القرن الخامس عشر أصبح أخوته الصغار ارنست الحديدي وفريدرخ يكبرون شيئاً فشيئاً وبدأوا في المطالبة بحقوقهم منذ 1402، وفي 1406 توفي شقيقه الأكبر فيلهلم دون وريث، وبما أنه الأكبر سناً أصبح رئيس الأسرة، ومع ذلك لم يكن لديه وريث أيضا، بذلك أبرم أخوته الصغار إتفاقية حول تقسيم الممتلكات بينهم في المستقبل: كان من المقرر أن يحصل إرنست على النمسا الداخلية، في حين فريدرخ سيحصل على النمسا الخارجية بما في ذلك تيرول، تمكن إرنست من تولي السلطة في ستيريا وما إلى ذلك، وكذلك تمكن فريدرخ ذو عشرين عاماً من الاستيلاء على تيرول، تاركا لـ ليوبولد النمسا الخارجية فقط، ومع ذلك منصب الرئيس كان من صلاحياته.
في 1406 بعد وفاة شقيقه، أصبح بجوار شقيقه الأصغر إرنست الوصيان على ابن عمهما القاصر ألبرخت الصبور، مما أدى إلى زيادة المشاحنات بينهما.

## الزواج

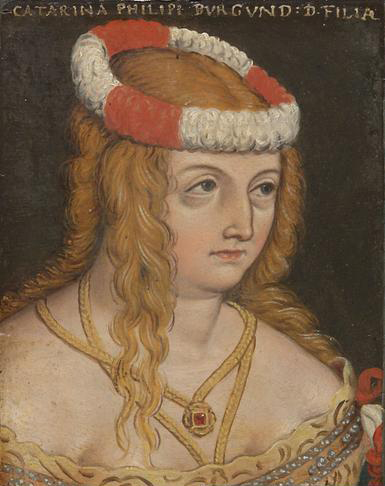
كاثرينا

أصبح ليوبولد متزوجاً في 13 أغسطس 1393 من كاثرينا من بورغندي (مونبارد؛ 1378 - ديجون؛ 26 يناير 1425)؛ هي الابنة الثانية لـ فيليب الجريء دوق بورغندي ومارغريت الثالثة كونتيسة فلاندرز، على الرغم من أنها تلقت كونتية بفيرت كمهر، إلا أن شقيقه فريدرخ بعد وفاته في 1411 قام بإرجاعها إلى أملاكه، عاشت كاثرينا بشكل أساسي في الألزاس بالقرب من موطنها في بورغندي، ومع ذلك ظل هذا الزواج دون أبناء.
لاحقاً في 1415 تزوجت من بعده من نبيل يدعى ماكسيمليان، ومع ذلك هذا الزواج أيضا دون إنجاب الأبناء.